# Черногушо манго
Черногушото манго (Anthracothorax nigricollis) е вид дребна птица от семейство Колиброви (Trochilidae).

## Разпространение
Видът е разпространен в открити местности, градини и обработваеми земи от Панама и Тринидад и Тобаго до южна Бразилия и северна Аржентина.

## Описание
Достигат дължина 102 милиметра и маса 7,2 грама и имат удължена черна човка.

## Хранене
Хранят се с нектар, обикновено от цветовете на големи дървета, но също и с насекоми.